# Ala (Hiiumaa)
Ala (Duits: Alla) is een plaats in de Estlandse provincie Hiiumaa. De plaats heeft de status van dorp (Estisch: küla).
Ala lag tot in oktober 2017 in de gemeente Pühalepa. Op 15 oktober 2017 ging Pühalepa op in de fusiegemeente Hiiumaa.
De plaats ligt 7 km ten zuidoosten van Kärdla, de hoofdplaats van de gemeente.

## Bevolking
Het dorp had 26 inwoners op 31 december 2011 en 21 inwoners op 31 december 2021.

## Geschiedenis
Ala werd in 1609 voor het eerst genoemd onder de naam Ala Mick, een boerderij op het landgoed Großenhof (Suuremõisa). In 1798 was de plaats onder de naam Alla een dorp geworden.
Tussen 1953 en 1984 was in Ala de kolchoz Rahu eest (‘Voor de vrede’) gevestigd.
Tussen 1977 en 1997 maakte Ala deel uit van het buurdorp Palade. In de jaren 1997 en 1998 heette het dorp Alaküla.